# قلعة غيران
كالتاجيروني (بالإيطالية: Caltagirone)‏ وهو يتأصل من الاسم العربي للمدينة، قلعة غيران أو قلعة الجنون (أو حصن الجنون أو حصن الجنويين)، أيام حكم الأغالبة لصقلية) مدينة إيطالية جنوب شرق صقلية ضمن مقاطعة قطانية عدد سكانها 39,228 نسمة، تبعد حوالي 70 كلم جنوب غربي مدينة كاتانيا.
اشتهرت المدينة لمدة طويلة بإنتاج سلع الفخار وأعمال تيرا كوتا terra-cotta، اليوم الإنتاج متوجه أكثر وأكثر إلى الإنتاج الفني من السيراميك ومنحوتات تيرا كوتا. أما الأنشطة الأخرى فهي تتعلق أساسا بالزراعة (إنتاج العنب والزيتون والخوخ).
أصل اسمها عربي فقد أسماها العرب «قلعة غيران»، وقد كتب اسمها الإدريسي في خريطته الشهيرة باسم «حصن الجنون» أي حصن الجنويين عام 1154.
سكنت منذ عصر ما قبل التاريخ، كما يشهد على ذلك وجود اثنين من المقابر التي يعود تاريخها إلى الألفية الثانية قبل الميلاد، وأخرى عديدة الاثريه النتائج. ومن ثم يسكنها سيكيلس الرومانية قبل السكان.
بنى العرب قلعة هنا، في عام 1030 هاجمتها القوات ليغورية تحت إمرة الجنرال البيزنطي جورج مانياكس ما ترك آثار لللغة الليغورية في لهجتها الحالية. وازدهرت المدينة تحت سيطرة النورمان وهوهنشتاوفن وأصبحت مشهورة بكونها مركزا لإنتاج السيراميك.
دمرت المدينة بالكامل تقريبا بسبب شدة زلزال عام 1693. أعيد بناء العديد من المباني العامة ووفق الأسلوب الباروكي. ولهذا السبب تم إدراج المدينة مع الأراضي المحيطة بها في منطقة محمية من قبل برنامج اليونسكو للتراث العالمي.

## السكان
في سنة 1861 بلغ عدد السكان 22٬969 نسمة، وتطور العدد ليصل في سنة 2011 لـ 38٬123 نسمة.
يظهر هذا المخطط البياني تطور النمو السكاني لـ قلعة غيران

## توأمة
لقلعة غيران اتفاقيات توأمة مع كل من:
- سان فرانسيسكو
- San Diego, Carabobo [الإنجليزية]‏
- Kallikrateia [الإنجليزية]‏
- آرنسبرغ

## صور
كانت المدينة لمدة طويلة مشهورة بإنتاج السلع الفخاريّة والطينية.

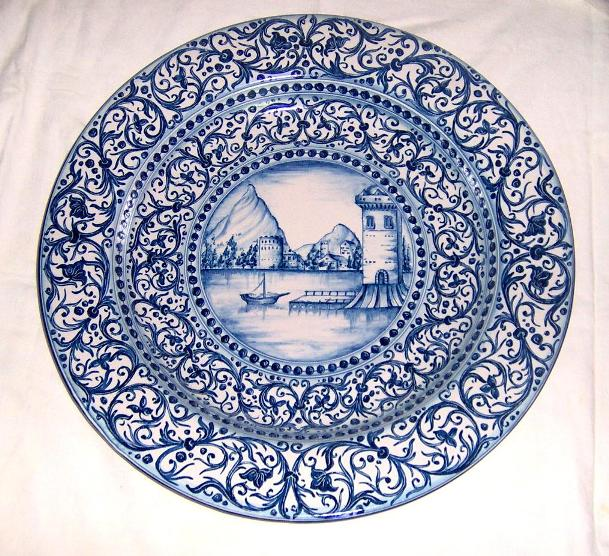
الصّحن الخزفي الحديث "فنغوتو" من كالتاجيروني
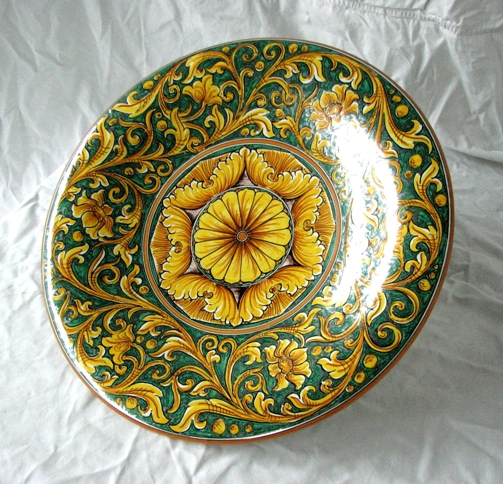
الصّحن الخزفي الحديث من كالتاجيروني
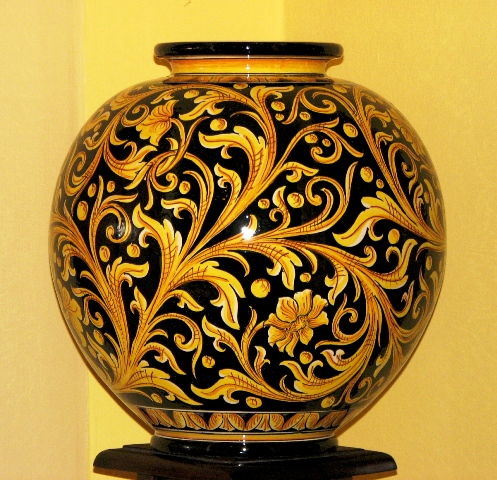
الزهرية الخزفية الحديثة من كالتاجيروني

1. ↑  "Superficie di Comuni Province e Regioni italiane al 9 ottobre 2011" (بالإيطالية). Istituto nazionale di statistica. Retrieved 2019-03-16.
2. ↑   https://demo.istat.it/?l=it. {{استشهاد ويب}}: |url= بحاجة لعنوان (مساعدة) والوسيط |title= غير موجود أو فارغ (من ويكي بيانات) (مساعدة)
3. ↑  GeoNames (بالإنجليزية), 2005, QID:Q830106
4. ↑  بيانات من موقع ISTAT - Istituto nazionale di statistica (ISTAT);  اطلع عليه بتاريخ 28-12-2012. نسخة محفوظة 28 يوليو 2019 على موقع واي باك مشين.